# Ribose-5-fosfato
Ribose-5-Fosfato é um pentassacarídeo (açúcar composto por cinco carbonos) com uma ligação do carbono 5 com um fosfato e é proveniente da via das pentoses-fosfato. É um precursor essencial na síntese de nucleótidos, pois participa da formação da molécula de PRPP (Fosforribosil pirofosfato), que está envolvida na síntese “de novo” das purinas e pirimidinas e na rota de salvação de purinas,. 
1. ↑  https://www.lecturio.com/pt/concepts/via-das-pentoses-fosfato/
2. ↑  https://pubmed.ncbi.nlm.nih.gov/28031352/
3. ↑  https://pubmed.ncbi.nlm.nih.gov/28031352/
4. ↑  https://www.sciencedirect.com/science/article/pii/B9780124498518000383